# Ceadîr-Lungas flygplats
Ceadîr-Lungas flygplats är en flygplats i Moldavien. Den ligger i den södra delen av landet, öster om staden Ceadîr-Lunga. Ceadîr-Lungas flygplats ligger 179 meter över havet.